# Staller Alm
Die Staller Alm, auch Stalleralm, ist eine Alm im Tal des Staller Almbachs in der Fraktion Oberrotte der Gemeinde St. Jakob in Defereggen.

## Lage
Die Staller Alm besteht aus fünf größeren Hütten (Adresse Stalleralm 1 bis 5), die nordwestlich an der Defereggentalstraße (L25) bzw. nordwestlich des Staller Almbachs liegen. Der Staller Almbach markiert hierbei die Grenze zwischen der Rieserfernergruppe im Norden und den Villgratner Bergen im Süden. Historisch bildet die Rinne südlich des Nordostgrats des Almerhorn und der Almersäulen die Grenze zur Patscher Alm. Im Süden reicht das Gebiet der Staller Alm fast bis ins Defereggental hinab, im Osten bildet der Gratverlauf vom Hinterbergkofel zu Innerrodelgungge und Deferegger Pfannhorn sowie danach eine Linie nach Norden die Grenze zur Lappachalm. Ursprünglich lagen rund ein Drittel der Stalleralm südlich des Staller Sattels. Nach dem Ersten Weltkrieg wurde dieser Teil im Antholzer Tal jedoch durch die Grenzziehung am 10. Oktober 1920 abgetrennt. Die Staller Alm umfasst rund 1000 Hektar.

## Geschichte
Ursprünglich war die Staller Alm nur von Süden über einen steilen, steinigen Weg erreichbar. In den Jahren 1253 und 1350 wird in Urbaren hier der Schwaighof zu Stall erwähnt, der brixnerisches Lehen war. Der damals dichte Waldwuchs um den Obersee begünstigte zu jener Zeit eine sonst hier lebensfeindliche Dauersiedlung. Jedoch musste das Gebiet in der Folge als Dauersiedlung aufgegeben werden. Ein Verleihbrief aus dem Jahr 1446 erwähnt den Schwaig- oder Grashof nur noch als Alpe, die nicht mehr ganzjährig bewohnt war. Bereits 1443 hatte Kardinal Nikolaus Cusanus die Alpe Stalle an Brunecker Interessenten verliehen. Um 1900 wurde das Gebiet schließlich von Bauern aus Antholz gekauft. Damals bestand die Alm aus vier gemauerten Hütten, Mitte des 19. Jahrhunderts sind im Franziszeischen Kataster sieben Hütten verzeichnet.
Im Jahr 1938 wurde von Süden eine Militärstraße bis zum Staller Sattel errichtet, ab 1971 war das Passieren des Sattel zu Fuß möglich. Erst seit 1974 wurde die Defereggentalstraße bis zum Staller Sattel verlängert und somit der grenzüberschreitende Verkehr ermöglicht. Ein um 1965 geplantes Hoteldorf im Bereich der Staller Alm wurde hingegen nicht verwirklicht. Die Kardianl-Innitzer-Hütte am Obersee wird seit 1962 als Oberseehütte betrieben.